# 반포중학교 (서울)
서울반포중학교(서울盤浦中學校)는 대한민국 서울특별시 서초구 반포동에 있는 강남 8학군 공립 중학교로, 1975년에 개교하였다.

## 학교 연혁
- 1974년 9월 1일 : 초대 강영진 교장 취임
- 1974년 12월 27일 : 반포중학교 설립 인가
- 1975년 3월 4일 : 반포중학교 개교
- 1978년 2월 13일 : 제1회 졸업식
- 2002년 3월 2일 : 동관 개축 준공
- 2017년 2월 : 제40회 졸업식(283명)
- 2017년 3월 1일 : 제14대 정희년 교장 취임
- 2018년 2월 : 제41회 졸업식(300명)
- 2018년 3월 2일 : 제 44회 입학식(245명)
- 2021년 3월 : 제16대 김유대 교장 취임
- 2021년 3월 : 입학식(9학급)
- 2023년 1월 : 제46회 졸업식(졸업생 201명, 총 24,984명)

## 참고 자료
- 반포중학교 - 한국교육학술정보원 학교알리미